# 1637
Évszázadok: 16. század – 17. század – 18. század
Évtizedek: 1580-as évek – 1590-es évek – 1600-as évek – 1610-es évek – 1620-as évek – 1630-as évek – 1640-es évek – 1650-es évek – 1660-as évek – 1670-es évek – 1680-as évek
Évek: 1632 – 1633 – 1634 – 1635 –  1636 – 1637 – 1638 – 1639 – 1640 – 1641 – 1642

## Események

### Határozott dátumú események
- február 15. – Trónra lép III. Ferdinánd magyar király.[1]
- április 24. – Pázmány Péter prímás halálát követően Lósy Imre – korábbi egri megyés püspök – tölti be az esztergomi érseki tisztet.
- május 2. – III. Ferdinánd magyar király veszprémi püspökké és főispánná nevezi ki Jakusics Györgyöt.[2]
- szeptember 21. – Pozsonyban országgyűlés, hol a protestáns rendek panaszolták, hogy a vallási szabadságot biztosító törvények nem érvényesek.
- november 16. – VIII. Orbán pápa megerősíti Lósy Imrét az esztergomi érseki székben.[1]

### Határozatlan dátumú események
- az év folyamán –
  - Befejeződik a nagyszombati egyetemi templom építése.[1]
  - IV. Murád szultán megerősíti I. Rákóczi György fejedelemségét.[1]
  - A magyar kamarát a bécsi udvari kamara alá rendelik.[1]

## Az év témái

### 1637 a tudományban
- René Descartes Leidenben közzéteszi Értekezés az értelem helyes használatáról és a tudományos igazságok kutatásának módszerzéről című művét.[3]

## Születések
- december 7. – Bernardo Pasquini olasz barokk zeneszerző, csembalista és orgonista († 1710)

Bizonytalan dátum
- Dietrich Buxtehude dán zeneszerző, orgonista († 1707)

## Halálozások
- február 15. – II. Ferdinánd német-római császár, magyar és cseh király[4] (* 1578)
- március 19. – Pázmány Péter esztergomi érsek, író (* 1570)
- április 13. – Ergelics Ferenc magyar katolikus főpap (* 1554)